# Oued Ghir
Oued Ghir là một đô thị thuộc tỉnh Béjaïa, Algérie. Dân số thời điểm năm 2002 là 15.728 người.